# Munkások Újsága
A Munkások Újsága baloldali lap volt, 1848 óta több sorozatban is megjelent. 2024-ben is megjelenik online változata.

## Története
Az első Munkások Újságja Táncsics Mihály szerkesztésében 1848. április 2. és december 29. között megjelenő lap volt. Mottója „a kormány az országért van, tehát felette a nemzet mindenkor intézkedhetik” volt. Eleinte csak hetenként egyszer, vasárnap reggel, augusztus 10-től hetenként kétszer került kiadásra. Első sorozata (1–33. sz.) hét hónapon át, egészen szeptember 24-ig. Ekkor új számozással, új sorozata indult, amely azután az utolsó, 26. számmal az év végén lezárult.
A lap, mint politikai néplap új sajtóműfajt képviselt. Táncsics lapja elsősorban – bár nem kizárólag – a parasztság érdekeit, óhajait képviselte. 1848 demokratikus továbbfejlesztését, a feudalizmus maradványainak következetesebb felszámolását vette célba. Azt a baloldalt, amelynek definíciójához a nemzeti, közjogi radikalizmuson túl a társadalmi program is alapvetően hozzátartozik, az egykorú magyar sajtóban egyedül a Munkások Újságja képviselte.
Az egyre radikálisabb hangú néplapot és szerkesztőjét 1848 őszén a sajtóban, a nemzetgyűlésben és a megyékben is súlyos támadások érték, majd ezek nyomán további kiadását megakadályozták.
A Munkások Újságja másodszor Jókai Mór szerkesztésében került kiadásra a Buda-Pesti Munkásegylet önsegélyező irányzatú heti közlönyeként. A hetilap először 1868. március 1-én jelent meg. A cím alatt az első számokban a következő felírást olvashatjuk: „Hetilap a munkások, különösen a kisebb iparosok, gazdálkodók és kereskedők érdekei képviseletére.”  A Buda-Pesti Munkásegylet lapjának az volt a feladata, hogy az egylet célkitűzéseit népszerűsítse, a liberális polgárság eszméit hirdesse, ezekkel az eszmékkel befolyásolja a munkásságot.
1868. július 19-i számában ismertette a lap az I. Internacionálé Karl Marx által írott Alapító Üzenetét. Ekkor jelentek meg először Marx sorai a magyar munkássajtó hasábjain. Az Alapító Üzenetnek azonban csak az első részét közölte a lap. A július 26-i számban publikált részlet végén még ott áll: „folyt. köv.”. Az augusztus 2-i és az ezt követő augusztus 9-i számban azonban már nem olvashatjuk Marx üzenetét. Az utolsó szám az 1868. augusztus 9-i dátumot viseli. Mindössze 24 szám jelent meg. A lap megszűnésének oka: a támogató egylet kudarca.
A Munkások Újsága megjelentetésének harmadik kísérlete 1956-ban merült fel. A Nagy Budapesti Központi Munkástanács 1956. november 26-án határozatot hozott, amelyben kérte a kormánytól, hogy engedélyezze a Munkástanácsok lapjának Munkások Újsága néven való megjelenését. Ugyanazon a napon arról is határozat született, hogy illegálisan is megjelentetik a lapot ezzel a névvel. A lap azonban egyetlen alkalommal sem jelent meg.

## 2011-től
Negyedik alkalommal a Munkások Újságát fiatal baloldaliak indították újra 2011. április 2-án, Táncsics lapjának kiadási évfordulóján. A főszerkesztő Kalmár Szilárd, a lap állandó munkatársai Barát Endre, Csókás Máté, Derecskei Zoltán, Galba-Deák Ádám, Komjáthi Imre, Tamás Gábor. A nyomtatott lap havonta, kéthavonta jelenik meg azóta, online verziója 2012-ben egyre jobban elvált a nyomtatott laptól annak érdekében, hogy azon folyamatosan friss információk legyenek jelen. A Munkások Újsága pártoktól független marxista lap, szerkesztői cikkeik írásával és válogatásával arra törekednek, hogy azok közérthetőek legyenek. Hangvételére jellemző a baloldali radikalizmus és antifasizmus, de élesen kritizálják a liberális politikai szervezeteket és közszereplőket is.